# José Vila Cuenca
José Vila Cuenca (Alberic, 7 de maig de 1898 - Mèxic DF, 15 de març de 1981) va ser un polític i sindicalista valencià.

## Biografia
Nascut a Alberic, el 7 de maig de 1898, va fer estudis d'enginyeria a València i Barcelona. A primerenca edat va ingressar al PSOE i la UGT. Durant el període de la Segona República es va convertir en la cara visible del PSOE a Catalunya, sent elegit secretari general de la federació catalana de la UGT al desembre 1931. A les eleccions generals espanyoles de 1931 va ser candidat del PSOE pel districte de Barcelona-capital, si bé no va arribar a resultar electe.
En 1931 va arribar a dirigir el diari La Tribuna Socialista, editat a Barcelona. També va dirigir l'òrgan d'expressió de la UGT catalana, Cataluña Obrera.
El juliol del 1936, a l'esclat de la Guerra civil, va prendre part en els combats de carrer contra la revolta militar. Un mes després va arribar a participar en el desembarcament de Mallorca; quan la situació dels republicans es va fer insostenible, va ser un dels partidaris d'abandonar l'illa. S'uniria al Cos de Carrabiners, on va exercir diversos llocs de comandament. Durant la contesa va arribar manar brigades mixtes 179a i 3a, aconseguint el rang de tinent coronel. Va arribar a prendre part en la campanya de Catalunya. El 3 de febrer de 1939, amb Barcelona ja en mans franquistes, va ser designat secretari general de la Direcció general de Carrabiners.
Després del final de la contesa va marxar a l'exili, instal·lant-se a França. En 1942 es va traslladar a Mèxic, on va arribar a bord del Nyassa. En aquesta etapa va treballar en Fàbrica Nacional del Vidre, així com en el sector privat. Va arribar a ser vicepresident del comitè del PSOE a Mèxic. En 1972, després de l'escissió del PSOE-històric, Vila Cuenca es va adherir al PSOE-H i va assistir al seu XII Congrés en l'exili, actuant com a delegat de la secció mexicana.